# Frank Costello
Frank Costello, nascido Francesco Castiglia, também era conhecido como Castilla ou Frank "Primeiro-Ministro" Costello (Lauropoli, 26 de janeiro de 1891 — Nova Iorque, 18 de fevereiro de 1973), foi um mafioso italiano, radicado em Nova Iorque. Subiu ao topo do submundo americano, controlando um vasto império de jogos de azar em todos os Estados Unidos, e gozava da influência política como nenhum outro 'chefão' da Cosa nostra.
Apelidado de O primeiro-ministro do Submundo, tornou-se um dos mais poderosos e influentes chefes da Máfia na história americana e acabou por liderar uma organização criminosa apelidada pela Lei de Rolls-Royce do crime organizado, a Família Luciano (mais tarde chamada de “Família Genovese”).

## História

### Infância e adolescência
Frank Costello nasceu em Lauropoli, Calábria, Itália, em 1891. Em 1900, com 9 anos de idade, embarcou num navio para os Estados Unidos com a sua mãe e irmão Edward (Edoardo). A família estava ansiosa por encontrar o seu pai, que tinha imigrado para os Estados Unidos há vários anos. Morando no East Harlem em Nova Iorque,o irmão mais velho de Francesco, Eddie, iniciou-o nas atividades de gângster. Até os 13 anos, Francesco tinha-se tornado um membro de uma gangue local e começou a usar o nome de Frankie. Continuou a cometer pequenos crimes, e foi para a prisão por agressão e roubo em 1908 e 1912. Em 1915, com 24 anos de idade, Frank foi para a prisão novamente, pegando 10 meses por transportar uma arma escondida. Pouco antes da sua prisão em 1915, Frank Castiglia se casou com Lauretta Giegerman, uma menina judia que era irmã de um amigo próximo. Após ser solto, o jovem Frank decidiu manter-se fora das prisões e usar seu cérebro para chegar ao submundo. Renunciando o uso da violência como um caminho para atingir o sucesso e a riqueza, Frank não viu o interior de uma prisão pelos próximos 37 anos.

### O crime como negócio
Após a sua soltura da prisão em 1916, Frank Castiglia começou a trabalhar com Ciro "The Artichoke King" Terranova, um poderoso mafioso de East Harlem. Terranova foi o chefão da Família Morello de Manhattan e o líder da gangue da 107th Street. Frank se tornou membro de uma gangue que controlava o jogo e a agiotagem em uma parte de Manhattan  e do Bronx. Entre seus sócios incluíam-se conhecidos mafiosos como Michael "Trigger Mike" Coppola, Joseph "Joe the Baker" Catania Jr. e Stefano "Steve" LaSalle. Frank se tornou conhecido por sua esperteza e tenacidade.
Enquanto trabalhava para a gangue Terranova, Castiglia encontra e se associa a Charles "Lucky" Luciano, então conhecido como Salvatore Lucania, o Siciliano, líder da gangue de Lower East em Manhattan. Juntamente com outros jovens italianos, como Vito Genovese e Gaetano "Tommy" Lucchese, e os sócios judeus Meyer Lansky e Benjamin "Bugsy" Siegel, o bando é envolvido em assaltos, roubos, extorsão, jogos e narcóticos. A aliança Lucania-Castiglia-Lansky prosperou com a Lei Seca em 1919,quando o bando tornou-se contrabandista.
O sucesso dos jovens italianos ajudaram-nos a ramificar os negócios e associarem-se a chefões judeus e irlandeses da época, incluindo Arnold "The Brain" Rothstein, Arthur "Dutch Schultz" Flegenheimer, Owney "The Killer" Madden e William "Big Bill" Dwyer. Rothstein tornou-se um mentor para Castiglia, Luciano, Lansky e Seigel enquanto eles conduziram o negócio de contrabando com o barão da cerveja do Bronx,  Schultz. Em 1922, Castiglia, Luciano, e os seus colaboradores italianos mais próximos aderiram à Máfia siciliana, liderada por Giuseppe "Joe the Boss" Masseria um chefão italiano do submundo. Até 1924, Frank Castiglia tinha se tornado muito próximo aos chefões irlandeses de Hell's Kitchen, Dwyer e Madden. Frank torna-se bastante envolvido com a operação de contrabando, conhecida como “The Combine”.Esta jogada motivou Castiglia a mudar o seu sobrenome para uma sonoridade mais irlandesa, "Costello".
Em 1926, o chefão Bill Dwyer foi condenado por subornar um funcionário da Guarda Costeira e sentenciado a dois anos de prisão. Após Dwyer ser preso, Costello retomava as operações da Combine com Owney Madden. Isto causou atrito entre Madden e lugar-tenente de Dwyer, Charles "Vannie" Higgins. Higgins, conhecido como o “último chefão irlandês”, acreditava que ele deveria dar andamento a Combine e não Costello. Assim, a "Guerra das cervejas de Manhattan" começou tendo Higgins de um lado, e Costello, Madden e Schultz do outro. Nesta mesma época, Schultz também estava com problemas com os gangsters Jack "Legs" Diamond e Vincent "Mad Dog" Coll e, com a ajuda de Higgins, estes dois criminosos começaram a rivalizar Schultz e seus parceiros. Com isso, a aliança Costello-Madden-Schultz acabou sendo destruída pelo submundo de Nova Iorque.
Apesar de perder a guerra de gangues, Frank continuou a ser um gangster muito influente dos anos 20. Frank manteve seus colaboradores próximos Luciano, Lansky e Seigel envolvidos na maioria dos seus negócios de jogos de azar, que incluía cartões perfurados, caça-níqueis, apostas e cassinos flutuantes. Frank tornou-se conhecido como o "primeiro-ministro do submundo" pelo número de associações e relações comerciais com criminosos, políticos, empresários, juízes, policiais e funcionários de Nova Iorque. Seguindo a ideologia das “Três Grandes”, criminalidade, negócios e política, a influência de Costello no submundo cresceu. Seus colegas gangsters consideravam Frank um importante elo de ligação entre a Máfia e os políticos de Tammany Hall, organização do Partido Democrático de Nova Iorque. Esta relação deu a Costello e seus sócios, incluindo Luciano, a oportunidade de comprar os favores de políticos, juízes, advogados distritais, policiais, funcionários da cidade e quem mais eles precisassem subornar, a fim de executar as suas operações criminosas.
Em 1927, Costello, Luciano, e o ex-gangster de Chicago, John "Johnny a Fox" Torrio, se organizaram como um grupo de chefões de East Coast numa grande operação de contrabando. Esta gangue foi capaz de reunir as suas fontes canadenses e europeias de bebidas, maximizar lucros, minimizar a perda, e ganhar uma vantagem sobre a sua concorrência. Era conhecido como o "Big Seven Group", o primeiro movimento concreto organizado do submundo americano em um sindicato nacional do crime. Em Maio de 1929 Costello, Luciano, Torrio, Lansky, e o chefão de Atlantic City / South Jersey, Enoch "Nucky" Johnson organizaram uma convenção criminal em Atlantic City, Nova Jersey. Esta convenção incluiu os membros do "Big Seven Group" e os principais líderes criminosos de toda a nação. Esta foi verdadeiramente a primeira reunião do submundo e o maior passo na formação de um Sindicato Nacional do Crime que iria controlar as operações criminosas, ditar políticas, fazer cumprir as regras, e manter autoridade nacional no submundo. Joe Masseria e Salvatore Maranzano não foram convidados porque a sua ideologia e a filosofia do Velho Mundo discordavam dos objetivos da convenção.

### A Guerra Castellammarese
Até 1928, Costello e Luciano foram considerados como sendo dois jovens, ambiciosos e poderosos gangsters em ascensão. No entanto, um conflito interno no submundo italiano desorientaria Costello e seus associados. O superior hierárquico de Costello e Luciano, Giuseppe "Joe the Boss" Masseria entrou em conflito com Salvatore Maranzano, um recém-chegado de Palermo, na Sicília, que nasceu em Castellammare del Golfo. Quando Maranzano chegou à Nova Iorque em 1925, o seu acesso ao dinheiro e recursos humanos, rapidamente levaram-no a chefia de operações de contrabando, extorsão e jogos de azar que competiam diretamente com Masseria, chefe de Costello. Em 10 de outubro de 1928, Joe Masseria eliminou seu rival, o chefão do Brooklyn, Salvatore "Tatá" D’Aquila a fim de se tornar o capo di tutti capi (chefe de todos os chefes). No entanto, Masseria ainda teve de lidar com os poderosos e influentes Maranzano e seu clã Castellammarese.
Joe Masseria tornou-se um ditador do submundo, exigindo absoluta fidelidade e obediência das outras quatro Famílias de Nova Iorque. Em 1930, Masseria exigiu um tributo $ 10 000 do líder da Família Maranzano e conseguiu. O líder do clã Castellammarese, Nicola "Cola" Schiro fugiu de Nova Iorque com medo, deixando Maranzano como o novo líder. Até 1931, uma série de assassinatos em Detroit, Chicago e Nova Iorque envolvendo membros do clã Castellammarese e sócios, fizeram com que Maranzano e sua família declarassem guerra contra Joe Masseria e seus aliados. Entre esses aliados encontravam-se Costello e seus sócios, Luciano, Vito Genovese e Joe Adonis. Outra aliada de Masseria foi a grande Família Mineo (antiga D'Aquila), cujos membros incluíam os sócios de Costello, Albert "The Mad Hatter" Anastasia, Carlo Gambino, e Frank Scalice. O clã Castellammarese incluía Joseph "Joe Bananas" Bonanno e Stefano Magaddino; a Família Profaci incluía Joseph Profaci e Joseph Magliocco, juntamente com o ex-aliados de Masseria, a Família Riena, que incluía Gaetano "Tom" Riena, Gaetano "Tommy" Gagliano e Gaetano "Tommy" Lucchese.
A guerra Castellammarese instaurada entre as facções Masseria e Maranzano durou quase dois anos. Esta guerra interna devastou as “operações de rua” durante a Lei Seca que as cinco famílias de Nova Iorque controlavam com os irlandeses e grupos judaicos. A guerra Castellammarese acabou com os lucros das gangues e, em alguns casos, destruiu completamente os esquemas familiares do submundo do crime. Alguns membros das gangues começaram a perceber que, se a guerra não parasse logo, as famílias italianas iriam se deixadas a margem do submundo do crime em Nova Iorque, enquanto os chefões judeus e irlandeses se tornariam dominantes. A guerra e os chefões do Velho Mundo, Masseria e Maranzano, foram produtivos para as aspirações da delegação de Atlantic City, Costello, Luciano e seu grupo de "Jovens Turcos".
Costello, Luciano, Vito Genovese, Anastasia, Adonis, Lucchese, Lansky, e Seigel decidiram pôr fim à guerra Castellammarese e formar um Sindicato Nacional. Em 15 de abril de 1931, Giuseppe "Joe the Boss" Masseria foi alvejado no restaurante Scarpato’s em Coney Island por Albert Anastasia, Vito Genovese, Joe Adonis e Bugsy Seigel, pistoleiros e sócios de Luciano. Salvatore Maranzano tornou-se “chefe dos chefes” até 10 de setembro de 1931, quando ele foi morto em seu escritório no 9 º andar do Helmsley Building em Manhattan  por pistoleiros judeus que se passaram por agentes da Receita. Contratados por Lansky e Luciano, entre os atiradores estavam o tenente  da gangue de Schultz, Abraham "Bo" Weinberg e o pistoleiro, Samuel "Red" Levine.

### Anos comoConsigliere
Em 1931, após o assassinato dos chefões da Máfia Joe Masseria e Salvatore Maranzano, Charles "Lucky" Luciano tornou-se líder da nova família Luciano, com Vito Genovese como “subchefe” e Frank Costello como Capo. Costello rapidamente se tornou um dos que mais rendiam  para a família Luciano e começou a abrir o seu próprio nicho no submundo. Costello controlou as operações de caça-níqueis e apostas para a família Luciano com os sócios Philip "Dandy Phil" Kastel e Frank Erickson. Costello colocou aproximadamente 25 000 caça-níqueis nos bares, restaurantes, cafés, drogarias, postos de gasolina, e pontos de ônibus em toda a Nova Iorque. No entanto, em 1934, o prefeito Fiorello LaGuardia confiscou milhares de caça-níqueis de Costello, carregando-os em uma barcaça, e despejando-as no rio. A jogada seguinte de Costello foi aceitar a proposta do governador da Louisiana, Huey Long de colocar caça-níqueis em toda Louisiana com 10% de tarifa. Frank Costello colocou Kastel como o superintendente da operação de caça-níqueis de Louisiana. Kastel tinha o apoio do mafioso de New Orleans, Carlos "Little Man" Marcello, que conhecia cada lugar em Nova Orleans que existia um dos homens de Costello. Frank Costello conseguiu milhões de dólares em lucros de caça-níqueis e apostas para a Família Luciano. De fato, Costello e Frank Erickson, o superintendente da operação de apostas de Costello, são conhecidos por serem os iniciadores dos sistemas de probabilidades utilizados pelos bookmakers e jogadores em toda a América do Norte.
Em 1936, Luciano foi condenado em uma das maiores capturas da época, por promover a prostituição e foi enviado para a prisão de Dannemora, conhecido como "Sibéria", em Upstate New York de 30 a 50 anos. Luciano tentou governar a Família da prisão com a ajuda de Costello e Lansky, mas era difícil fazê-lo longe das ruas de Nova Iorque. Costello foi finalmente nomeado subchefe e Vito Genovese passou a agir como o chefe da família Luciano. No entanto, ele próprio Genovese foi indiciado por homicídio em 1937 e teve de fugir para sua cidade natal de Nápoles, Itália. Luciano nomeou Frank Costello como líder.

### Controlando a Família
A partida de Vito Genovese para a Itália deixou Frank Costello no controle firme da família Luciano. Com a ajuda de seu capos, Joe Adonis, Anthony "Little Augie Pisano" Carfano e Michael "Trigger Mike" Coppola, a família seguiu sem incidentes. A condução de Costello era muito rentável, com localidades que vão de costa a costa; (caça-níqueis em Nova Orleans com Carlos Marcello, apostas na Flórida com Meyer Lansky, corridas ilegais com Bugsy Siegel em LA, e apostas nacionais com Frank Erikson. Costello também gozou de mais prestígio político que qualquer outro mafioso dos EUA. Costello foi um chefão popular e bem quisto; ele equitativamente partilhou os lucros das operações da família, não exigindo um pedaço maior para si da receita. Costello fez perto de um milhão por ano em ganho de seus investimentos, que incluíam imóveis. Costello também expandiu as operações da família incluindo  cassinos em Las Vegas e Cuba. Contudo, Costello sempre foi claro no tráfico de drogas; ele acreditava que a Máfia não tinha necessidade de fazer dinheiro com narcóticos. Esta aversão a venda de drogas não era partilhada pelo seu sócio Vito Genovese, um conhecido traficante de drogas, em toda a sua carreira criminosa.

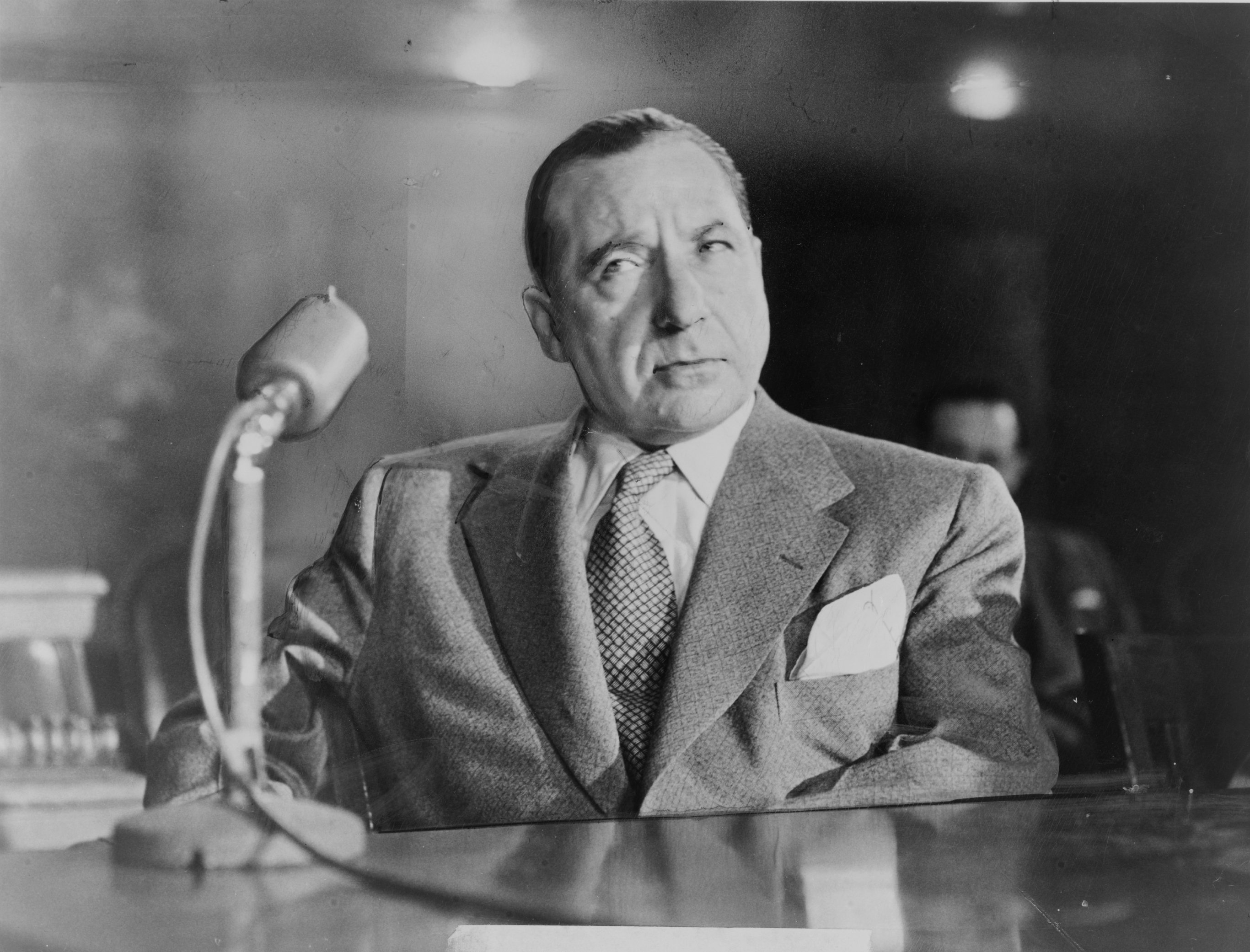
Testemunho de Costello no Comitê Kefauver.

Durante a II Guerra Mundial, Lucky Luciano, enquanto ainda estava na prisão, supostamente ajudou aos militares dos EUA a proteger a fronteira do rio a partir de Nova Iorque, sabotando o controle das docas. Luciano é também conhecido por ter ajudado a invasão da tropa aliada da Sicília, contatando o chefão siciliano da Máfia, Calogero "Don Calo" Vizzini e procurando sua ajuda. Por ajudar aos esforços de guerra, a prisão de Luciano (o que foi um marco) e ele foi deportado para a Itália em 1946. Frank Costello, em seguida, se tornou chefe indiscutível da família Luciano.

### Genovese e Kefauver
Após voltar para os E.U. e escapar de uma acusação de assassinato, Vito Genovese começou uma campanha para recuperar a liderança da família Frank Costello. Genovese começa a criar lealdade entre os "soldados" da família do crime emprestando-lhes dinheiro ou favores, que um dia eles teriam que recompensar. O ressentimento Vito Genovese sentia por Costello foi multiplicado pelo fato de Genovese ter deixando de ser um top chefe da família, ele era apenas um "capo" (caporegime), um chefe de rua responsável por um grupo de soldados. No entanto, Genovese era tratado como um "Don" pelos capos e soldados de rua que cometiam a maior parte dos crimes violentos (ou seja, homicídio, assalto, etc.). Em contrapartida, Frank Costello detinha o apoio dos capos e soldados, que executavam os crimes de colarinho branco (ou seja, jogos, agiotagem, construção, etc,) e os muitos negócios legítimos da família. A posição de Costello como um membro na Comissão e seu popularidade como um top chefe, o manteve seguro contra qualquer atentado ou diretriz de Vito Genovese. Para Vito Genovese era necessário mais apoio do da família de Luciano e outros membros da Comissão. Vito Genovese também foi dissuadido de um ataque direto a Costello pela força da família de crime de Luciano (Underboss), Guarino "Willie Moore" Moretti, um primo Costello e firme aliado que comandou um pequeno exército de soldados, em Nova Jersey.
A partir de Maio de 1950 - maio 1951, os E.U. Senado realizou um inquérito em grande escala do crime organizado, vulgarmente conhecido como o Audiências Kefauver. O país inteiro assistiu com temor ao desfile de mais de 600 gangsters, proxenetas, apontadores, políticos e obscuros advogados testemunhando perante o congresso e sendo exibidos com fascínio pela televisão americana. As audições foram convocadas por um Comité Especial do Senado dos Estados Unidos, presidido pelo senador Estes Kefauver do Tennessee, que tinha sido nomeado para investigar o crime organizado no comércio interestadual.
Por esta altura, Frank Costello tinha-se tornado uma poderosa e respeitada figura do submundo; porém, Costello precisava da respeitabilidade da alta sociedade. Costello supostamente consultou um psiquiatra para concretização deste objectivo, mas não conseguir atingir uma respeitabilidade legítima. Durante as audições Kefauver, Frank Costello se tornou a uma "estrela", sendo chamado como o gangster número 1 da America e real líder do Tammany Hall. Como o submundo dizia: "Na cidade de Nova York ninguém pode ser juiz, sem o consentimento do Costello".
Costello concordou em testemunhar nas audições e não apelar para a 5ª Emenda, em contraste com a postura dos outros réus  anteriores do submundo. O Comité Especial e as redes de TV tinham acordado em não difundir o rosto de Frank Costello, só as mãos. Durante o interrogatório, Costello, nervoso, se recusa a responder a certas perguntas e se esquiva de outras. Quando perguntado pela comissão, "O que você tem feito para seu país Mr. Costello?", Sua resposta foi: "Pago meus impostos!". Costello eventualmente escapava das audiências.
Costello teve nos anos 1950 muito a tentar, uma vez que a grande visibilidade que ele recebeu durante as Audiências Kefauver  trouxeram maior vigilância da lei e dos meios de controle. No entanto, os maiores problemas de Costello começaram com o assassinato de Willie Moretti, a seu braço direito. A pressão mental levou Moretti a revelar alguns detalhes embaraçosos no no Julgamento Kefauver. Consequentemente, a Comissão ordenou a eliminação de Moretti, que aconteceu em 4 de outubro de 1951 em um restaurante em New Jersey. Além da morte de Moretti, Costello foi condenado pelo Senado em agosto de 1952 pelos encargos para as audições e foi para a prisão durante 18 meses. Liberado após 14 meses, Costello foi acusado de evasão fiscal em 1954e condenado a cinco anos de aprisionamento. Costello serviu 11 meses deste período até conseguir um recurso de anulação. Em 1956, Costello foi novamente condenado e enviado para a prisão. No início de 1957, foi liberado outra vez na apelação.

### Atentado
Vito Genovese finalmente fez sua jogada contra o imbatível Frank Costello. Tudo começou em 1956, quando Joe Adonis, um poderoso aliado de Costello, escolheu a voluntária deportação para Itália, em vez de uma longa prisão. A partida de Adonis havia deixado Costello enfraquecido, mas Genovese ainda precisava neutralizar mais um poderoso aliado de Costello, Albert Anastasia. Anastasia, o patrão do cais do  Brooklyn , tinha se tornado o segundo maior em família os E.U. após o desaparecimento do chefe Vincenzo "Vincent" Mangano e do assassinato do irmão Philip Mangano em 14 de abril de 1951. Com a adição de Albert Anastasia à Comissão em 1951, a chamada "facção Liberal ", que incluía Costello, Anastasia começou a se fortalecer. Em 1953, outro aliado Liberal, o ex-patrão Tommy Lucchese, foi acrescentado à Comissão. Como resultado, a "facção conservadora", que controlava a Comissão a desde de 1936-53, tornou-se rival da facção Liberal de Costello-Anastasia-Luchese. No entanto, esta rivalidade tornou-se uma oportunidade de conflito aproximando Genovese de Lucchese e Underboss e Carlo Gambino para trocar de lado. A potencial recompensa para eliminar Costello e Anastasia seria controle das “famílias” do crime de Luciano e Anastasia por Genovese e Gambino.
Vito Genovese esperou pacientemente 10 anos após a sua expulsão da Itália para fazer a sua última jogada contra Frank Costello e o tempo havia finalmente chegado. Em 2 de maio de 1957, logo após a libertação de Costello da prisão, este sofreu um atentado. Costello estava caminhando para o elevador no hall de entrada do prédio de seu apartamento em  Manhattan ,  foi atingido por um tiro na cabeça dado pelo motorista e segurança de Genovese, Vincente Gigante, "O Chin".  Antes de fazer o disparo, Gigante gritou  "Isto é para você Frank!". Ao ouvir, Costello virou sua cabeça e a bala entrou na lateral direita de seu couro cabeludo, viajou em torno de sua cabeça, e parou ante a sua orelha esquerda. Gigante fugiu da cena do pensamento que o caído Costello estava morto. No entanto, advertência não intencional de Gigante salvou a vida de Costello e deixou-lhe apenas com uma ferida. Após a tentativa mal sucedida, Gigante desaparece e perde uma grande quantidade de peso para ocultar a sua identidade. Todavia, Gigante finalmente volta para enfrentar o julgamento, esperando que Costello aderisse ao código da mafia, "Omerta". Gigante foi finalmente absolvido.
Vito Genovese ordenou que todos os membros leais da  família Luciano comparecessem  para mostrar o seu apoio em uma reunião em sua mansão em New Jersey. Todos da família capos aparecem, exceto o, leal a Costello, Anthony Carfano, (que foi assassinado por esse insulto em 25 de setembro de 1959). Embora o atentado contra Costello  tenha falhado, Vito Genovese passou a designar-se chefe do crime da família Luciano. Ele foi então chamado para uma reunião da Comissão nacional para discutir assuntos Máfia de Nova Iorque e outras questões importantes. A família Luciano, a mais poderoso, influente e abastada família de crime na América, foi então oficialmente rebatizada Família Genovese
Após a recuperação a partir do atentado, Frank Costello e Vito Genovese fazem um acordo de paz antes da Reunião Apalachin de 1957. Costello abdica de ser chefe em favor da Família Genovese Em contrapartida, Genovese deixa Costello controlar todas as apostas na Louisiana e as operações na  Flórida e os seus legítimos interesses empresariais. Oficialmente, Costello foi rebaixados à categoria de soldado dentro do crime família, mas ele nunca foi encarado como menos de um nível mais alto chefe da organização criminosa que ele ajudou a construir, "La Cosa Nostra".
Neste momento, Vito Genovese estava suspeitoso de Albert Anastasia, que ainda estava furioso com o atentado contra Costello. Vito Genovese chama o chefe da Família Lucchese, Tommy Lucchese e seu aliado próximo, Carlo Gambino para eliminar Anastasia. A morte de Anastasia daria a Genovese a maioria no controle da Máfia de Nova Iorque e  a Gambino o status de chefe e membro da Comissão. Em 25 de outubro de 1957, Albert Anastasia, foi alvejado e morto na barbearia do Park Hotel Sheraton. Os pistoleiros supostamente eram os  irmãos galo, membros da família Profaci e trabalhando sob ordens de Carlo Gambino.
Após o assassinato Anastasia, Vito Genovese e Carlo Gambino assumiram o controlo das suas famílias e começou a recuperar a publicidade e fiscalização na aplicação da lei da  Reunião Apalachin. No entanto, a paz para Genovese foi de curta duração. Uma nova conspiração foi declaradamente formada por Costello, Luciano, Carlo Gambino e Meyer Lansky para vingar  Costello e para eliminar Genovese. A estrutura resultante de poder faria Gambino o novo patrão dos patrões, como Luciano havia outrora previsto.
Em 1959, os conspiradores arranjaram o envolvimento de Genovese, Vincent Gigante, e o futuro  patrão da Família Bonanno , Carmine Galante em uma acusação sobre drogas. Vito Genovese foi condenado e sentenciado a 15 anos de prisão, onde morreu em 1969. Carmine Galante recebeu 20 anos, em 1962, saiu em condicional em 1974, e assassinado em 1979.

### Aposentadoria
Durante sua aposentadoria, Frank Costello era conhecido como "O Primeiro-Ministro do Submundo". Ele ainda tinha poder e influência na Máfia de Nova York, e manteve-se ocupado durante todos os anos finais. Os patrões e colaboradores da Cosa Nostra, como Carlo Gambino e Tommy Lucchese ainda procuravam Costello, na cobertura do Waldorf Astoria para aconselhamento sobre assuntos importantes da Máfia. Em 1973, com a idade de 82, Frank Costello morreu de um ataque cardíaco em um hospital Manhattan .
Como um testemunho da fama e influência de Frank Costello, Carmine Galante condenou o bombardeamento do mausoléu de Frank Costello logo após sua libertação da prisão em 1974. Ao explodir as portas de bronze portas de mausoléu de Costello, Galante anuncia o seu regresso à cena Máfia de Nova Iorque e finalmente conseguindo vingança sobre o seu velho inimigo.

## Na cultura popular
- Costello foi retratado em vários filmes de James Andronica intervenientes no gangster Wars (1981), Carmine Caridi em Bugsy (1991), Costas Mandylor em Mobsters (1991), e por Kirk Baltz na televisão filme Kingfish: A História de Huey P . Long (1995).
- O personagem de "Vito Corleone" no filme de 1972, The Godfather Parte I é supostamente baseado em Costello. O personagem Corleone é caracterizado por semelhante maneirismos (incluindo a voz rouca) e ligações políticas, bem como muitos acontecimentos da sua vida real. Assim como Costello, Don Corleone  reprovava o tráfico de entorpecentes, o que ele rotulava como um "negócio sujo". Marlon Brando, que representou Corleone, aparentemente utilizava fitas de Costello das Audições Kefauver como a base para seu sotaque.
- A cena do filme no "O Poderoso Chefão II", parece ter sido inspirada nas Audições Kefauver.
- Outra semelhança com o filme "O Poderoso Chefão" é que no filme, Sollozzo (porém este, somente traficante de drogas, e aliado à uma família da máfia) tenta matar Don Vito Corleone, pois o mesmo, não quis entrar para o mundo das drogas, assim como Genovese, traficante de drogas, tentou matar Frank Costello.
- Jack Nicholson interpreta um personagem com o mesmo nome de Frank em 2006 no filme "The Departed". No entanto, o longa baseia-se na história do notório gangster norte-irlandês, James "Whitey" Bulger.
- Costello era o padrinho do repórter de notícias da ABC News e do diretor assistente de investigação do Federal Bureau of Investigation-FBI para casos públicos John Millers. O pai de Millers e Costello eram amigos próximos
- Frank Costello não tem nenhuma relação com o comediante Lou Costello; o sobrenome de Lou era Cristillo.